# Oi!
Oi! je podžanr pank roka nastao među radničkom omladinom u Velikoj Britaniji krajem 1970-tih godina.
Oi! muzika i prateća potkultura imaju sledbenike među pankerima, skinhedima i fudbalskim navijačima. Ovaj pokret delimično je nastao kao odgovor na prvi talas pank roka koji je, prema mišljenju pripadnika Oi! potkulture, izgubio vezu sa izvornim vrednostima panka i publikom, koja je mahom poticala iz radničke klase.

## Istorija
O Oi! muzici, kao izdiferenciranoj struji unutar panka, može se govoriti od kasnih 70-ih godina 20. veka, nakon što je pank rok već doživeo komercijalni uspeh, ali još uvek nekoliko godina pre početka dominacije hardkor pank zvuka. Stilski, Oi! je nastao mešanjem muzike ranih pank bendova kao što su Seks Pistols (Sex Pistols), Kleš (The Clash) i Ramonsi (Ramones) sa horskim refrenima tipičnim za navijačke pesme, uz uticaje ranijih britanskih rok bendova poput Rolingstonsa (Rolling Stones) i Hu (The Who), pab-rok bendova kao što su Doktor Filgud (Dr. Feelgood), 101ers i Edi en d Hot Rods (Eddie and the Hot Rods) i glem-rok grupa Slejd (Slade), Svit (Sweet) i drugih.
Nakon što su se bendovi iz prvog pank talasa raspali (Sex Pistols, The Adverts) ili počeli da eksperimentišu sa kompleksnijim muzičkim formama (The Clash, The Damned, The Jam, Generation X), što je deo publike ocenio kao "izdaju" panka, pojavljuju se novi, siroviji bendovi sa manje izraženim muzičkim i intelektualnim pretenzijama koji su se obraćali prvenstveno radničkoj omladini uličnim jezikom (Sham 69, Cock Sparrer, Slaughter & the Dogs, The Lurkers, Angelic Upstarts, Menace). Ove grupe možemo smatrati glavnim inspiratorima i rodonačelnicima Oi! panka.
Novi stil u početku je u muzičkoj štampi nazivan ulični pank (street punk, streetpunk), novi pank (new punk) ili pravi pank (real punk), a kasnije su korišćeni i drugi nazivi, kao što su ulični rok (street rock), ulični rokenrol (street rock 'n' roll), oi!-stritpankpank, stritpank-oi! itd. Rok novinar Geri Bušel (Garry Bushell) je prvi 1980. u magazinu “Saunds” (Sounds) pokret nazvao Oi!, po uzrečici koju je Stinki Tarner (Stinky Turner), pevač Kokni Ridžektsa (Cockney Rejects) uzvikivao između pesama na koncertima. U uličnom žargonu istočnog Londona, reč “oi” znači “hej” ili “ćao”.
Neki od prvih muzičkih sastava koji su eksplicitno nazivani Oi! grupama su Kokni Ridžekts, Andželik Apstarts (Angelic Upstarts) i Forskins (4-Skins). Ubrzo posle toga pojavljuju se i drugi predstavnici žanra, među kojima su najpoznatiji Biznis (The Business), Blic (Blitz), Blad (The Blood), Piter en d Test Tjub Bejbis (Peter and the Test Tube Babies), Infa Rajot (Infa Riot), Partizans (The Partisans), Red Alert, Gonads, Opresd (The Oppressed) i mnogi drugi.
Vrhunac popularnosti i komercijalnog uspeha Oi! pank doživeo je početkom 1980-ih, kada su neki od vodećih bendova imali ugovore sa velikim izdavačkim kućama (Kokni Ridžekts sa EMI, Andželik Apstarts sa Vorner Bros, Zonofon i EMI). Do sredine '80-ih pokret je izgubio na popularnosti i značaju u Velikoj Britaniji, ali se raširio po ostatku Evrope (posebno u Nemačkoj, Španiji, Italiji i Francuskoj), Severnoj Americi (pogotovo istočna obala SAD), Aziji (Japan, Malezija) i drugim delovima sveta. Među srpskim bendovima koji sviraju (ili su u nekom trenutku svoje karijere svirali) Oi!-pank najpoznatiji su Dva minuta mržnje, Ritam nereda, Generacija bez budućnosti, Šaht, Direktori, Provokacija, Pure Impact, Jedino rešenje i drugi.

## Ideologija
Iako je vremenom u javnom mnjenju Oi! muzika poistovećena sa subkulturom skinheda, većina prvobitnih Oi! grupa i njihovih sledbenika je bila sastavljena od pankera (Sham 69, Slaughter & the Dogs, Menace, The Partisans, Peter and the Test Tube Babies, The Blood, The Adicts, One Way System, Toy Dolls, Splodgenessabounds, One Way System), individua koje se ne mogu svrstati ni pod “pank” ni pod “skinhed” odrednicu, tzv. herberti (Cockney Rejects, Cock Sparrer) ili mešovita (Blitz, The Business, Infa-Riot, Violators).
Ideološki, veći deo originalnih Oi! grupa je u početku bio orijentisan levičarski (Angelic Upstarts, The Oppressed, Red Alert) ili apolitičan, ali je populistički pristup publici bendova poput Sham 69 i Cock Sparrer privlačio najšarolikiju publiku, uključujući i ekstremno desničarske grupacije kao što su podmladak Nacionalnog fronta i Britanskog pokreta, što je doprinelo kontroverznoj slici o pokretu u javnosti. Tekstovi pesama Oi! grupa govorili su o nezaposlenosti, radničkim pravima, policijskoj brutalnosti i državnoj represiji, i uglavnom su bili upereni protiv politike vlade premijerke Margaret Tačer, ali su govorili i o ne toliko striktno političkim temama kao što su ulično nasilje, fudbal, seks i alkohol, privlačeći publiku sa oba kraja političkog spektra. U drugom talasu Oi! bendova primetno je veće prisustvo skinheda i pojava izvođača koji se deklarišu kao britanske patriote, desničari ili nacionalisti, poput Lest Rizort (The Last Resort), Kombat Ejti For (Combat 84), Kondemd Ejti For (Condemned 84) i Sekšn Fajv (Section 5), ali su izbegavali da se javno deklarišu kao rasisti i neonacisti, tvrdeći za sebe da su apolitični.

## Kontroverze
Zbog povezanosti dela skinhed potkulture sa ekstremno desničarskim političkim organizacijama kao što su Nacionalni front (National Front) i Britanski pokret (British Movement), u brojnim medijima i pojedinim rok istorijama Oi! pokret je okarakterisan kao fašistički i rasistički, uprkos činjenici da neki od glavnih predstavnika Oi! panka, kao npr. Angelic Upstarts, zauzimaju otvoreno levičarske i antifašističke stavove . I mnogi drugi bendovi, poput Infa Rajot, Biznis i Opresd, učestvovali su u antirasističkim koncertima i kampanjama. Pokret neonacistički orijentisanih skinheda razvijao se odvojeno od Oi! panka i proizveo je nekoliko zasebnih muzičkih stilova, kao što su tzv. RAC (Rock Against Communism – rok protiv komunizma), white rock (beli, tj. belački rok), hejtkor (podvrsta hardkora sa rasističkim tekstovima), nacionalsocijalistički blek metal (national socialist black matal - NSBM) Viking rock itd. Konfuziju izazivaju i rodonačelnici RAC žanra, bend Skrudrajver (Skrewdriver), koji je karijeru započeo kao klasičan pank bend, da bi njegovi članovi kasnije prihvatili imidž skinheda i zauzeli otvoreno ekstremističke stavove, a muzički se više okrenuli u pravcu hevi metala i hard roka, nikad sebe ne povezujući sa Oi! grupama.
Većina britanskih medija povezala je Oi! sa rasizmom i ekstremno desničarskim ideologijama nakon nereda tokom i posle koncerta grupa Biznis, Forskins i Lest Rizort 4. jula 1981. u londonskom kvartu Sauthol (Southall), pretežno naseljenom imigrantima iz Azije. Nakon što je u okolini primetila nekolicinu aktivista Nacionalnog fronta, grupa mladih imigranata bacila je molotovljev koktel na lokal "Hamborough Tavern" u kom se koncert održavao, pogrešno verujući da se u njemu održava neonacistički skup, nakon čega su usledili sukobi između imigranata, posetilaca koncerta i policije u kojima je povređeno 120 ljudi. Negativne reakcije javnosti je izazvao i naziv kompilacijskog Oi! albuma “Strength Thru Oi!”, čiji naziv je bio upadljivo sličan nacističkom sloganu iz vremena Trećeg rajha - “Strength Through Joy”. Osim toga, na omotu albuma se pojavila fotografija Nikija Krejna (Nicky Crane), deklarisanog neonaciste i aktiviste Britanskog pokreta. Geri Bušel, koji je sastavljao kompilaciju, tvrdio je da je naslov parodija na naziv albuma škotskog pank benda Skids (The Skids) - “Strength Thru Joy", da mu identitet osobe na omotu ploče nije bio poznat, i da ga je saznao iz dnevnih novina “Daily Mail”. Bušel, u to vreme socijalista po političkom opredeljenju (kasnije se izjašnjavao kao liberal), izjavio je da je “ironično da ga kao ekstremnog desničara etiketiraju novine koje su 30-ih godina podržavale Crnokošuljaše Osvalda Mozlija, Musolinijevu invaziju Abisinije i sporazum Hitler – Čemberlen.”
Pojedini Oi! bendovi optuživani su i za levičarski ekstremizam i podršku terorizmu. Naime, Andželik Apstartsi su zbog pesme "Brighton Bomb", o pokušaju atentata na premijerku Margaret Tačer od strane IRA-e u Brajtonu 12. oktobra 1984. u pojedinim medijima optuženi za podršku ovoj organizaciji.
Osim optužbi za politički ekstremizam, neki od Oi! bendova su bili povezivani i sa navijačkim nasiljem. Naime, članovi Kokni Ridžektsa su bili vatreni navijači fudbalskog kluba Vest Hem junajted i njihovi koncerti često su bili prekidani zbog nasilja izazvanog sukobima navijačkih grupa, u kojima su i sami članovi benda često učestvovali.

## Moda
Sledbenici Oi! pokreta nose pank, skinhed i/ili navijačku ("kežl" - casual) odeću, obuću, i modne detalje kao što su Dr. Martens čizme i cipele, kožne jakne (često ukrašene metalnim nitnama, bedževima, prišivcima, natpisima), pilotske jakne (najpopularnije su tzv. “kombat” jakne proizvođača “Alpha Industries”), “harington” jakne, jakne i prsluke od džinsa, majice (često sa logotipima muzičkih grupa i natpisima povezanim sa pank i skinhed potkulturom), polo-majice, dukserice, džempere i druge delove odeće proizvođača “Fred Perry”, "Lonsdale", “Ben Sherman”, "Adidas" i drugih, Levi's i Wrangler farmerice (ponekad izbleđene izbeljivačem), vojničke pantalone i bermude, tregere, opasače sa nitnama, navijačke šalove, sportske (pre svega fudbalske i bokserske) dresove, radničke kape, tetovaže itd. Frizure karakteristične za Oi! izvođače i sledbenike su obrijana glava ili savim kratka kosa, kao i razne varijante pank frizura (“bodlje”, “čirokane” itd.).